# Saint-Léger-des-Bois
Saint-Léger-des-Bois è un ex comune francese di 1 565 abitanti situato nel dipartimento del Maine e Loira nella regione dei Paesi della Loira. Dal 1º gennaio 2019 è accorpato nel nuovo comune di Saint-Léger-de-Linières, insieme al comune di Saint-Jean-de-Linières.

## Società

### Evoluzione demografica
Abitanti censiti